# مؤسسة جون سايمون جوجنهايم التذكارية
مؤسسة جون سيمون غوغنهايم التذكارية تأسست في عام 1925 من قبل أولغا وسيمون غوغنهايم تخليداً لذكرى ابنهما الذي توفي في 26 أبريل 1922. تمنح المنظمة زمالات غوغنهايم للمهنيين الذين أظهروا قدرة استثنائية من خلال نشر مجموعة كبيرة من الأعمال في مجالات العلوم الطبيعية والعلوم الاجتماعية والعلوم الإنسانية والفنون الإبداعية، باستثناء الفنون المسرحية.

## روابط خارجية
- مؤسسة جون سيمون غوغنهايم التذكارية